# Mompar
Mompar oder Momber ist ein Begriff aus der mittelalterlichen und frühneuzeitlichen Rechtspflege. Er bezeichnet einen Bevollmächtigten, Vormund oder Fürsprecher vor dem Unter- oder Schöffengericht.

## Etymologie
Die Bezeichnung entstand im 15. und 16. Jahrhundert aus mittelhochdeutsch munt-bor, althochdeutsch munt-boro: Schutzträger, Schützer, daraus entstand die  mittellateinische Form mamburnus, manburnus, mumburnus, mambrimus, manber, menpber, mundbaer. Mundbora (Bewacher, Beschützer, Schirmherr) ist schon vor 750 in der altenglischen Sprache gebräuchlich. Im deutschen Sprachraum ist der Begriff mombar in verschiedenen Schreibweisen seit dem 14. Jahrhundert überliefert und bezeichnet einen „Vertreter, Bevollmächtigten, Sachwalter, Vorsprecher oder Anwalt“. Gleichfalls belegt ist der Mompar als „Person, der die Fürsorge für Personen oder Sachwerte anvertraut ist, Vormund, Pfleger, Testamentsvollstrecker“.

## Funktion in der Rechtspflege
Ursprünglich war die Rolle des Mompar von der des Fürsprechs unterschieden. Zumindest für das Rhein-Main-Gebiet ist nachzuweisen, dass die Trennung der beiden Ämter zu Beginn des 15. Jahrhunderts aufgehoben wurde, beispielsweise in Frankfurt am Main. Die am 1. Oktober 1515 von Erzbischof Richard von Trier erlassene Gerichtsordnung für das Schöffengericht in Koblenz regelte die Inanspruchnahme eines Mompar oder Fürsprech (procurator) auf identische Weise: Zwei Schöffen oder einem kaiserlich akkreditierten Notar gegenüber musste erklärt werden, dass eine Partei durch einen Mompar vertreten werden solle. Der Vorgang war gebührenpflichtig. Die Erklärung konnte auch rechtsgültig vor einem anderen Gericht erfolgen (§27). Frauen waren vom Amt des Mompar wie des Fürsprech ausgeschlossen (§28). Die Untergerichtsordnungen der Herzogtümer Zweibrücken sowie der Grafschaft Sponheim schreiben die Vertretung geschäftsunfähiger Personen („Minderjähriger, Tauber, Stummer, Thor, Unsinniger und dergleichen“) durch einen Curatorn ad litem vor. Hierfür kommen „Vormünder, Pfleger, Vogt oder Mompar“ in Frage.